# Bonifacio Negri di Sanfront
Bonifacio Michele Domenico Serafino Negri di Sanfront (Ponti, 19 aprile 1775 – 1837) è stato un generale italiano,  veterano delle  guerre napoleoniche, dopo la restaurazione del 1814 fu comandante delle Brigate "Aosta" e "Guardie". Cavaliere dell'Ordine militare di Savoia.

## Biografia
Nacque a Ponti (Acqui)  il 19 aprile 1775, figlio del conte Michele Francesco e della contessa Eleonora Guerrini. Arruolatosi nell'Armata sarda fu nominato alfiere e poi sottotenente nel Reggimento provinciale di Acqui (28 settembre 1786). Nominato aiutante maggiore in seconda il 9 dicembre 1792, fu presente ai combattimenti sull'Authion  a difesa delle posizioni del Monte Capellet  (8 e 12 giugno 1793); promosso luogotenente il 30 agosto 1793, divenne aiutante maggiore di battaglione nominato aiutante maggiore del reggimento il 28 maggio 1796. Partecipò alla battaglia di Novi contro i francesi (15 agosto 1799) combattendo a fianco degli alleati austriaci al comando di un reparto del Reggimento provinciale di Acqui, distinguendosi successivamente distingue nei combattimenti per la riconquista di Acqui (3 novembre 1799). Si distinse poi nel corso dello scontro contro i francesi al Colle di Cadibona (7 aprile 1800) motivo per il quale, il 6 settembre 1816, riceverà la Croce di Cavaliere dell'Ordine Militare di Savoia. Dopo che re Carlo Emanuele IV di Savoia andò in esilio passò al servizio dell'armata francese come capitano, dapprima negli ussari (1801) e poi del 26e Regiment de chasseurs (1 aprile 1803-30 giugno 1805), venendo insignito della Croce di Cavaliere della Legion d'onore. Dopo la restaurazione del 1814, 5 dicembre di quell'anno divenne capitano nel Reggimento provinciale di Acqui. Nel 1815 combatté nella campagna contro i francesi che culminò nella conquista di Grenoble.  Il 25 dicembre 1815 divenne capitano d'ordinanza della Brigata Alessandria, venendo promosso maggiore il 5 maggio 1817. Riceve la Croce di Cavaliere dell'Ordine dei Santi Maurizio e Lazzaro il 10 maggio 1819. Trasferito alla Brigata "Saluzzo" il 29 gennaio 1821,  e promosso tenente colonnello nella Brigata "La Regina" il 31 dicembre dello stesso anno, passando poi alla Brigata "Acqui" il l'11 maggio 1822. Nominato comandante del battaglione dei "Cacciatori della Regina" il 22 gennaio 1823, venne promosso colonnello comandante dei "Cacciatori della Regina" il 16 gennaio 1825. Nominato comandante della Brigata "Aosta" il 16 gennaio 1822.
Nel dicembre 1830 passa in servizio, con il grado di colonnello, nella Brigata "Guardie", e il 16 agosto 1831 e promosso maggior generale ed aiutante di campo di S.M. Re Carlo Alberto. Il 1 gennaio 1832 sostituisce Vittorio Amedeo Vialardi di Verrone al comando della Brigata "Guardie", mantenendolo sino al 17 novembre 1837. Si spegne in quello stesso anno.

### Annotazioni
1. ↑  La sua domanda per riconoscimento del titolo comitale (di linea estinta) venne respinta il 3 aprile 1816.

### Fonti
1. 1 2 3 4 5 6 7 8 9 10 11 12 13  Ilari, Shamà 2008, p. 348.
2. ↑  Pinelli 1834, p. 476.